# Myrtos (Kreta)
Myrtos (griechisch Μύρτος (m. sg.)) ist ein Dorf der Gemeinde Ierapetra an der Südküste der griechischen Insel Kreta. Es liegt ca. 50 km entfernt von Agios Nikolaos an der Landstraße nach Viannos. Zusammen mit vier nahegelegenen Siedlungen bildet das Dorf eine Ortsgemeinschaft, Myrtos selbst hat 441 Einwohner (2011).

## Beschreibung
In Myrtos hat sich im Gegensatz zu den rein agrarisch orientierten Nachbardörfern seit Ende der 1980er Jahre etwas Tourismus entwickeln können, der heute neben der Landwirtschaft die Haupteinnahmequelle der kleinen Gemeinde darstellt. Das Dorf liegt in einer Klimazone, die als die wärmste Kretas gilt. In der Umgebung werden Bananen auch außerhalb von Gewächshäusern angebaut, was in Europa quasi nur in diesem Teil von Kreta möglich ist. Die Bananen sind jedoch deutlich kleiner als die Bananen im internationalen Handel und werden kaum exportiert. Das Hauptprodukt der Landwirte von Myrtos und Umgebung sind jedoch Tomaten.

## Ausgrabungen

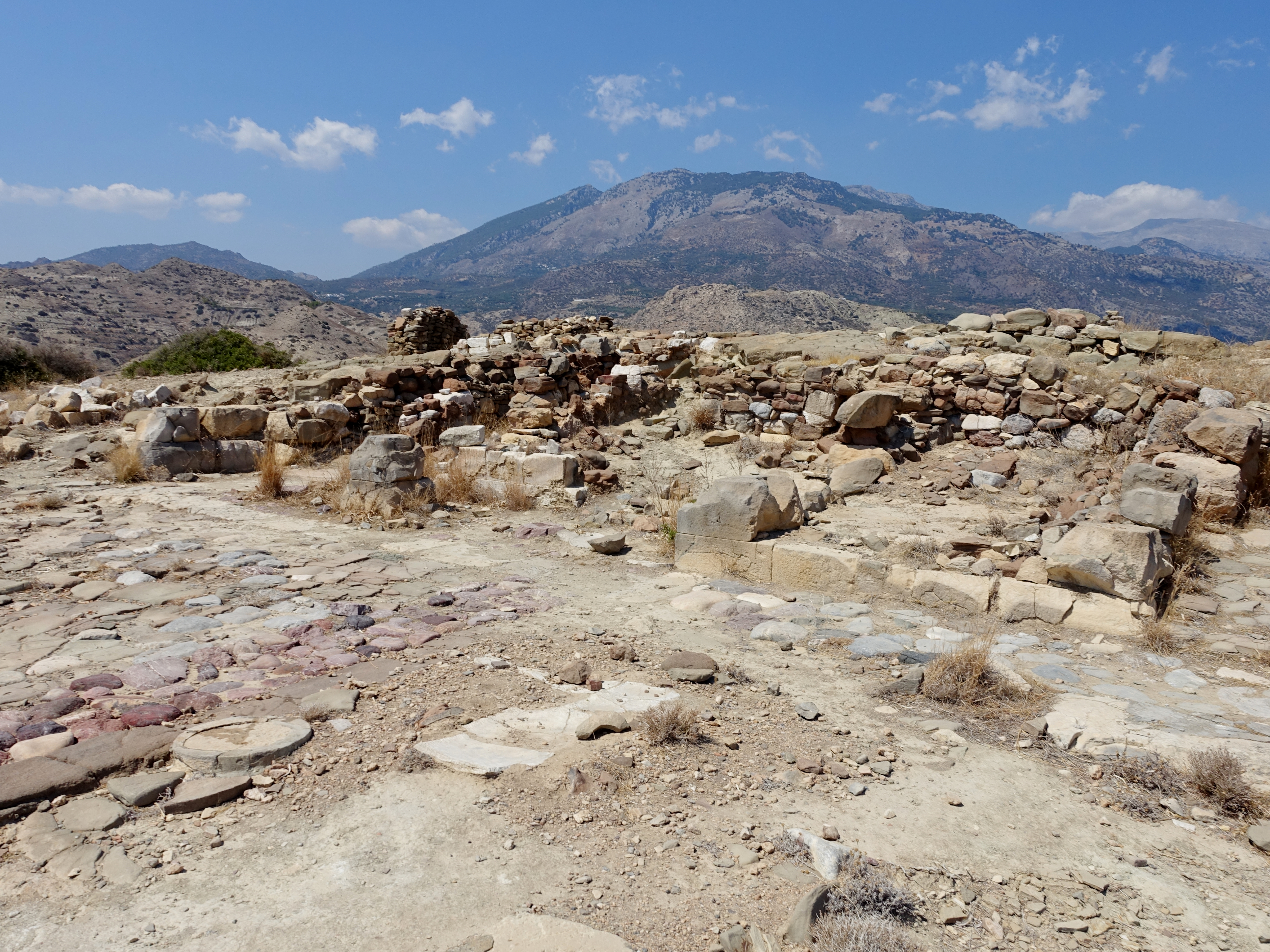
Ausgrabungsstätte von Pyrgos

Kurz vor dem Ortseingang befinden sich die minoischen Ausgrabungen von Pyrgos. Eine weitere archäologische Ausgrabung, Fournou Koryfi, die Überreste einer frühminoischen Siedlung mit insgesamt 90 Räumen, befindet sich etwa 2,5 Kilometer weiter (Richtung Ierapetra). Im Museum von Myrtos ist, neben Fundstücken wie Tonarbeiten verschiedener Epochen, ein recht anschauliches, rekonstruiertes Modell der Siedlung zu sehen, wie sie einmal ausgesehen haben könnte.

## Tourismus
Eine Besonderheit des eher unspektakulären Strandes des Ortes ist die Möglichkeit, Surf- und Segelausrüstung auszuleihen, da die Windverhältnisse in der Bucht recht gleichmäßig günstig sind. Myrtos wird auch gerne als Ausgangspunkt für Wanderungen im nördlich des Dorfes gelegenen Dikti-Gebirge genommen.
Die wichtigste Sehenswürdigkeiten in Myrtos ist das kleine Heimatmuseum neben der Kirche. Bedeutend ist im Museum besonders das große und sehr detaillierte Modell der antiken Siedlung der Minoer Fournou Korifi.
Einige Kilometer nördlich befindet sich die Sarakina-Schlucht.

## Infrastruktur
Heute findet man in dem Ort etwa 20 Hotels und ebenso viele Tavernen. Die meisten Touristen kommen aus den Niederlanden, Großbritannien und Deutschland. Myrtos liegt an der Hauptstraße Ierapetra - Ano Viannos. Busse fahren 2 Mal pro Tag von Myrtos nach Ierapetra. Alle haben Anschluss an andere Busse in die Hauptstadt von Kreta Iraklio über Agios Nikolaos.